# Nokia 7373
Nokia 7373 é um celular da Nokia, sucessor do 7370, lançado em 2006. Conta com uma câmera de 2 Mega Pixel, slot para cartão de memória e MP3 basicamente, diferente de seu antecessor foi fabricado nas cores preto e rosa, o preto conta ainda com um espelho em sua parte traseira.